# Oiron
 Oiron  ist eine Commune déléguée in der französischen Gemeinde Plaine-et-Vallées mit 901 Einwohnern (Stand 1. Januar 2022) im Département Deux-Sèvres in der Region Nouvelle-Aquitaine.

## Lage
Der kleine Ort liegt etwa 13 Kilometer südwestlich von Thouars und 56 Kilometer nordwestlich von Poitiers.
Nachbargemeinden von Oiron waren Pas-de-Jeu im Norden, Saint-Laon im Nordosten, Arçay im Osten, Brie und Saint-Jouin-de-Marnes im Südosten, Irais im Süden, Saint-Généroux im Südwesten, Taizé-Maulais im Westen und Saint-Léger-de-Montbrun im Westen.

## Wirtschaft
Landwirtschaft, Handwerk und Kleinhandel sind die wesentlichen Erwerbszweige in den ländlichen Gebieten Frankreichs. Die Böden um Oiron gelten immer noch als besonders fruchtbar und so werden hier etwa 20 % der französischen Melonen erzeugt.

## Bevölkerungsentwicklung
Im Jahr 1973 traten die Gemeinden Bilazais, Brie und Noizé der Gemeinde Oiron als „commune associé“ bei. Brie trat 1983 aus der Gemeinschaft wieder aus.
| Jahr      | 1962 | 1968 | 1975 | 1982 | 1990 | 1999 | 2010 |
| Einwohner | 878  | 830  | 1317 | 1254 | 1009 | 946  | 961  |

## Geschichte
Im Mittelalter wurde die kleine Ansiedlung Villa Orioni genannt. Mehrere Jahrhunderte gehörte das Gebiet den Grafen von Thouars. Die Geschichte des Ortes im ausgehenden Mittelalter und in der Renaissance ist jedoch eng verknüpft mit der Familie Gouffier. Der französische König Karl VII. schenkte im Jahr 1449 die fruchtbaren Ländereien Guillaume Gouffier, seinem königlichen Kammerdiener (valet de chambre du Roi). Artus Gouffier war Kämmerer (chambellan) Franz I. und begleitete diesen auf seinem Italienfeldzug. Beeindruckt von der Renaissance-Kunst Italiens kehrte er nach Frankreich zurück und begann unverzüglich mit dem Bau des Schlosses und der Kirche, die beide jedoch erst von seinem Sohn Claude Gouffier fertiggestellt wurden. In der Zeit um 1700 kam das Schloss als Alterssitz in den Besitz der Madame de Montespan (1640–1707), der Ex-Mätresse von Ludwig XIV.
Die Gemeinde Oiron wurde am 1. Januar 2019 mit Brie, Saint-Jouin-de-Marnes und Taizé-Maulais zur Commune nouvelle Plaine-et-Vallées zusammengeschlossen. Sie hat seither den Status einer Commune déléguée. Die Gemeinde Oiron gehörte zum Arrondissement Bressuire und zum Kanton Le Val de Thouet.

## Sehenswürdigkeiten
- Das Schloss Oiron stammt aus dem 16. Jahrhundert und ist als Monument historique anerkannt. Seine Architektur ist vom Renaissance-Stil der Loire-Schlösser abgeleitet; es ist jedoch in einem Zug errichtet worden und somit architektonisch viel einheitlicher als diese. Das Innere des Schlosses dient heute als Museum (Renaissancegemälde, Moderne Kunst).
- Die Stiftskirche (Collégiale) Saint-Maurice d’Oiron ist ebenfalls als Monument historique anerkannt und wurde zur gleichen Zeit wie das Schloss und von denselben Bauherren erbaut. Die Architektur der Kirche zeigt eine Mischung aus spätgotischen (Maßwerkfenster) und Renaissance-Elementen (Kuppel mit Laterne auf dem Turm). Im Transept befinden sich 4 Grabmäler mit Liegefiguren (Gisants) von Angehörigen der Familie Gouffier, die jedoch in den Zeiten der Hugenottenkriege und der Französischen Revolution arg gelitten haben.
- Der Chor der Kirche Sainte-Radegonde de Bilazais stammt noch aus dem 12. Jahrhundert; das Kirchenschiff wurde Anfang des 18. Jahrhunderts erneuert.
- Die Kirche Saint-Martin-les-Baillargeaux bei Noizé wurde ebenfalls im 12. Jahrhundert erbaut; sie ist als Monument historique eingestuft.
- Ein megalithischer Dolmen im Ortsteil La Pierre à Pineau ist ebenfalls als Monument historique anerkannt.

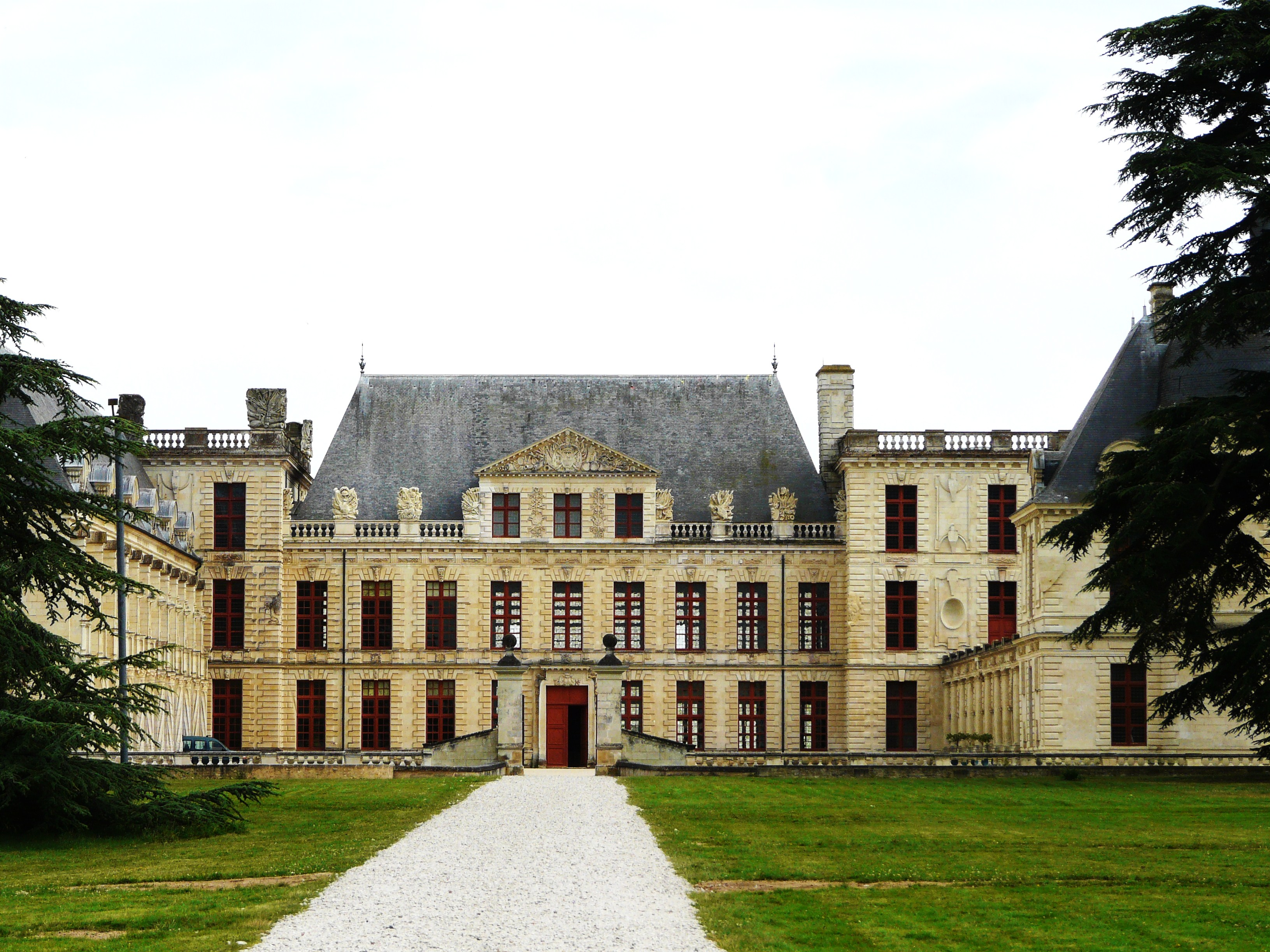
Schlossfassade
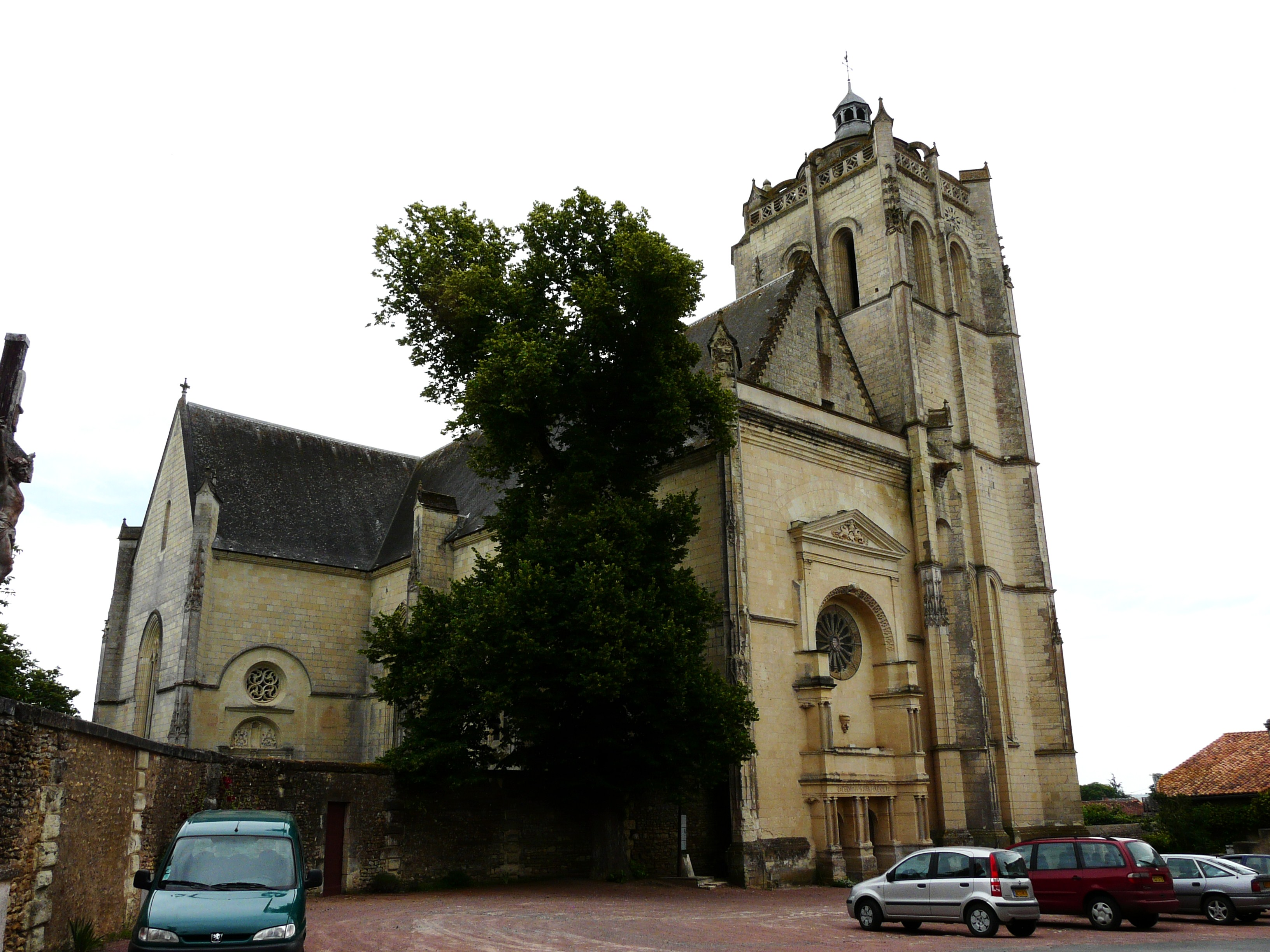
Stiftskirche Saint-Maurice
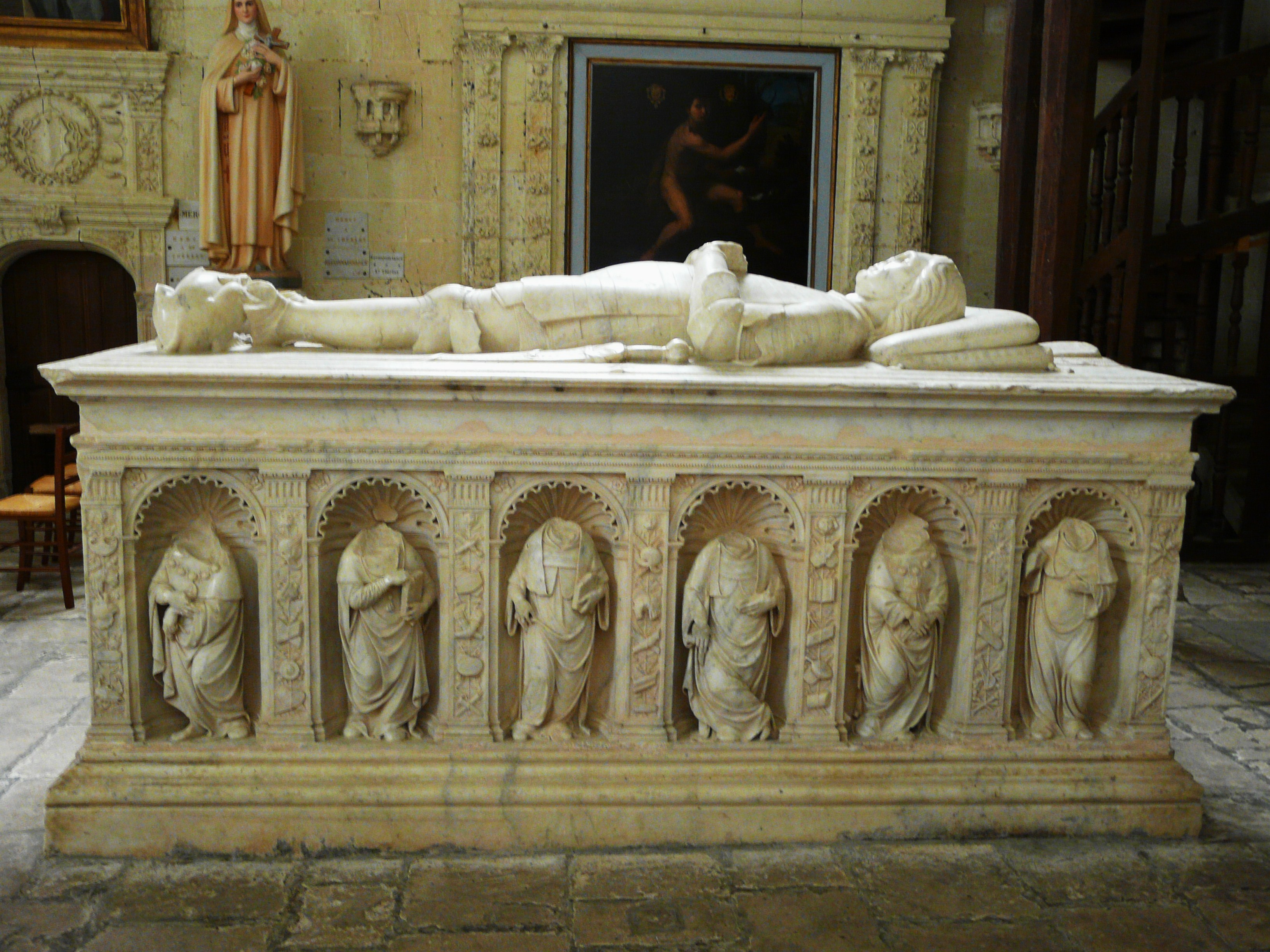
Einer der Gisants in der Stiftskirche
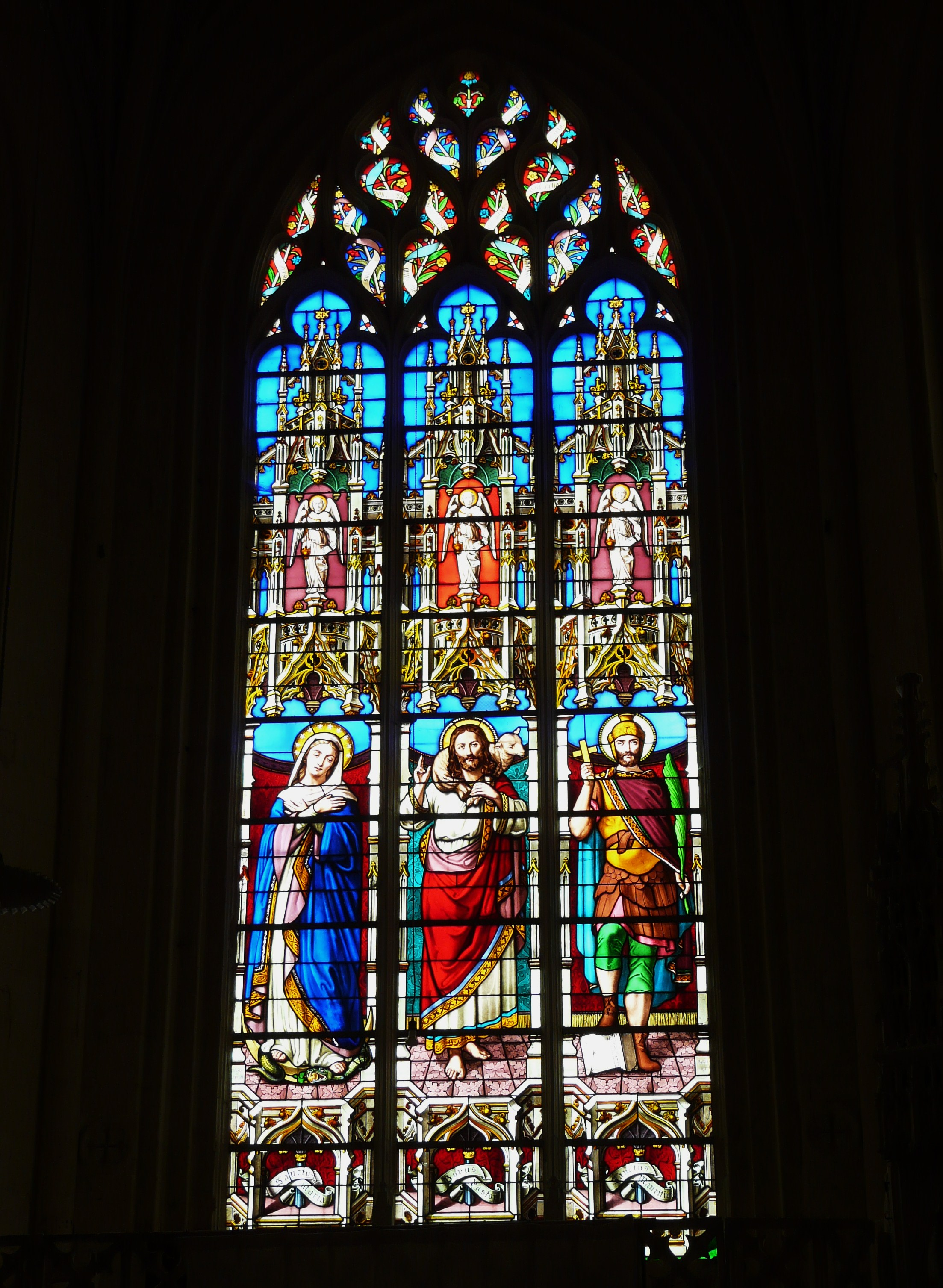
Glasfenster in der Stiftskirche
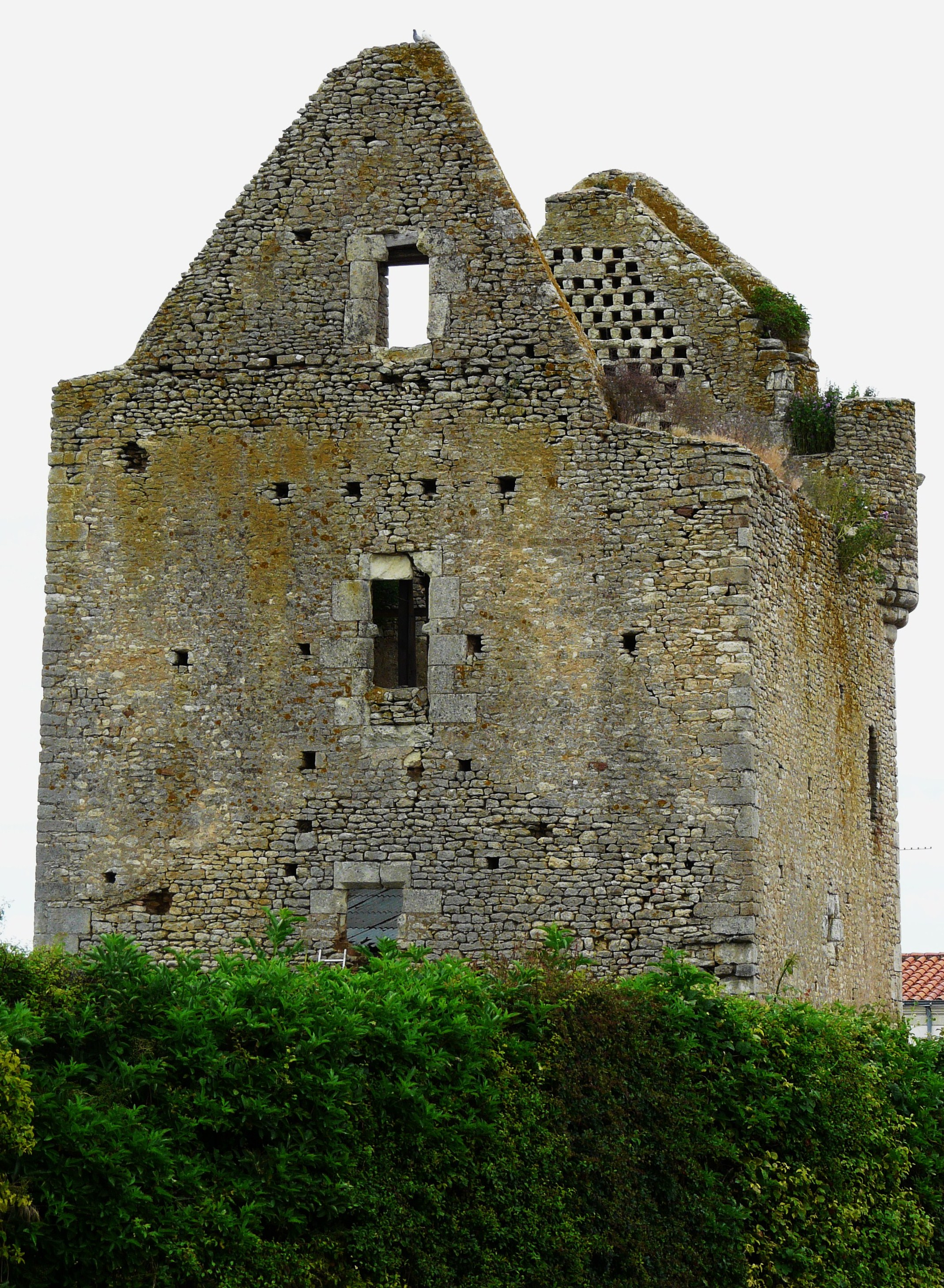
Ruine des "Grand'maison" in Leugny
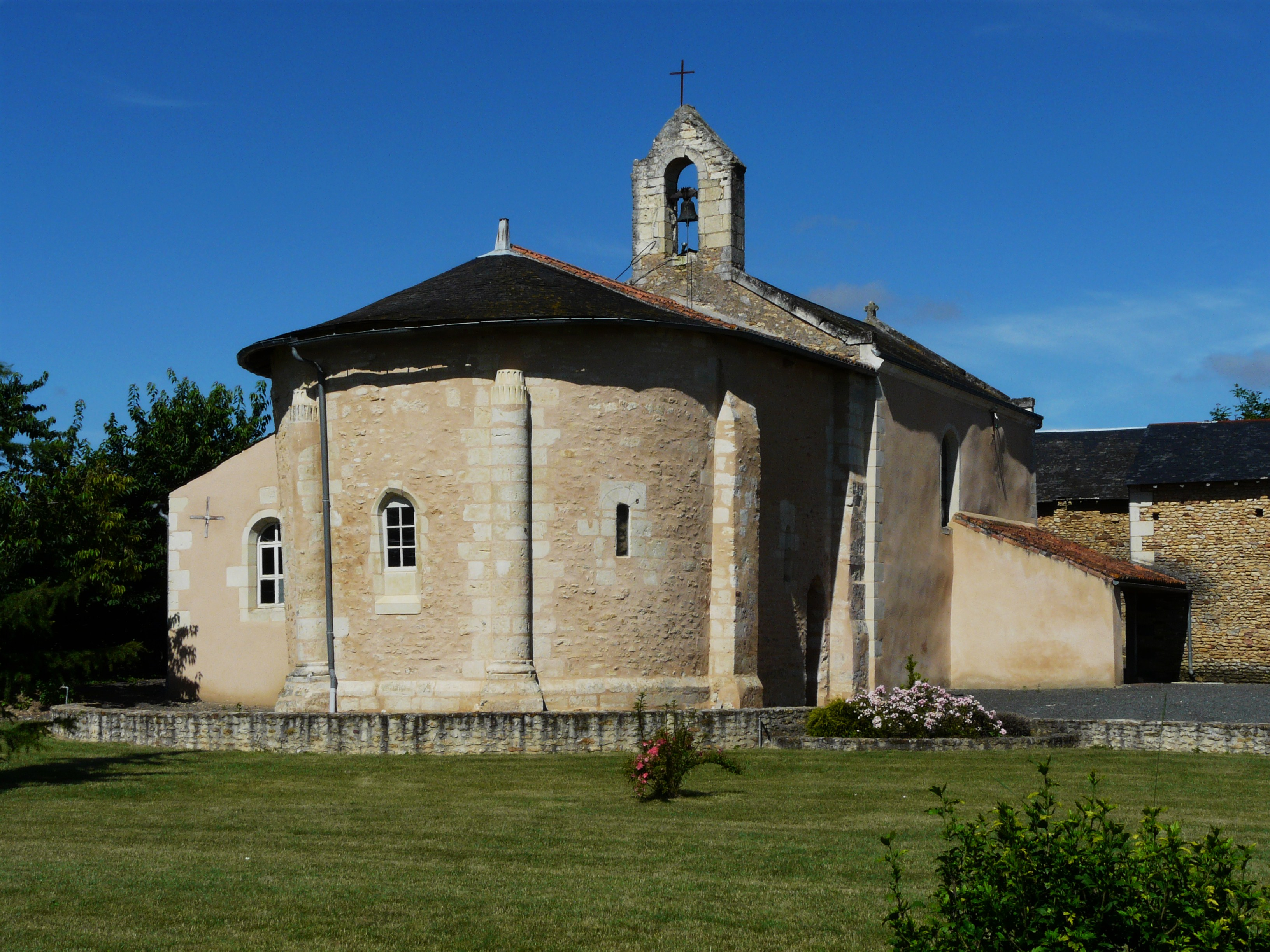
Kirche Sainte-Radegonde in Bilazais
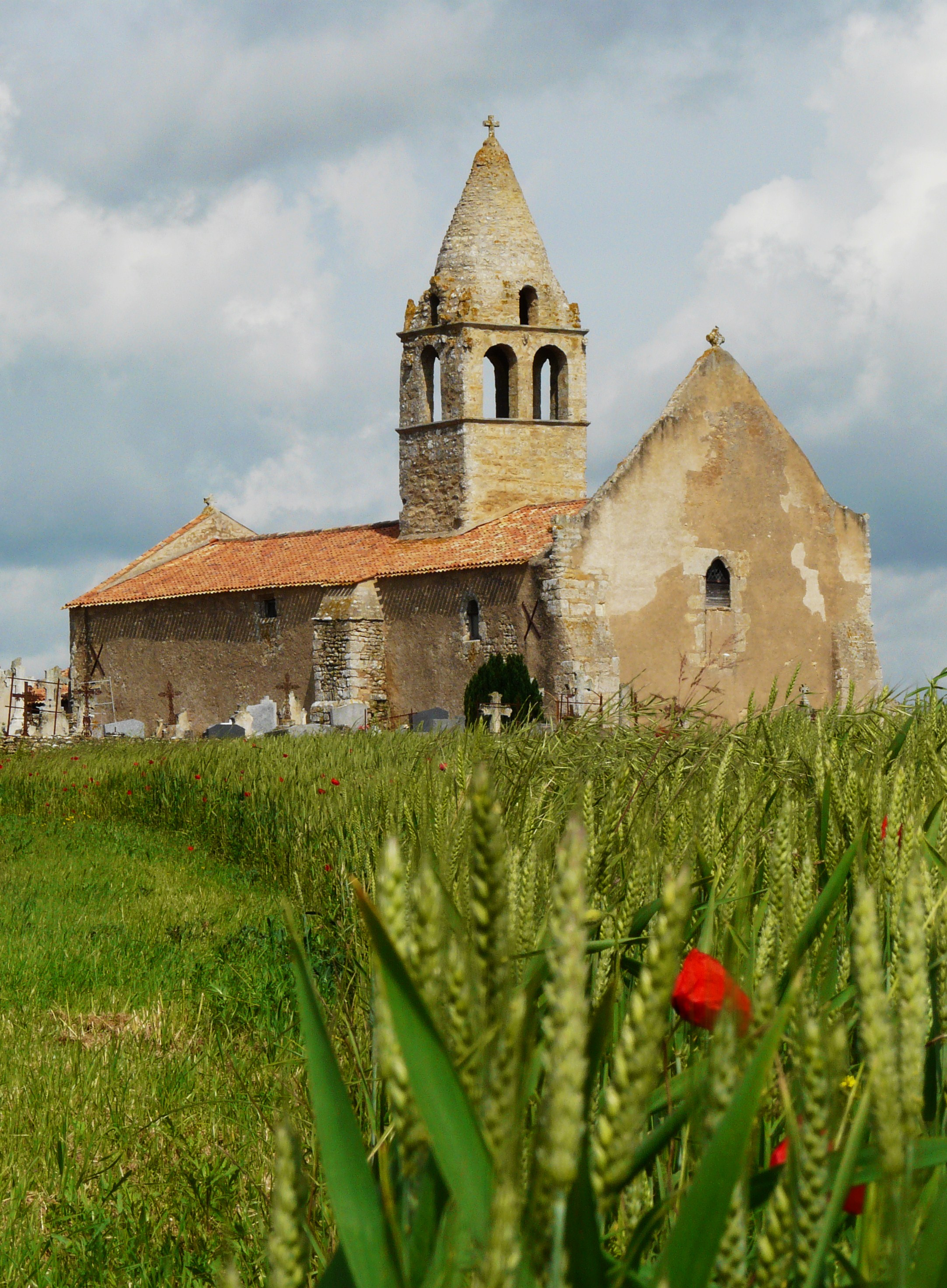
Kirche Saint-Martin-les-Baillargeaux in Noizé